# آسرالیا
آسرالیا (انگلیسی: Aceralia) شرکت فولاد اسپانیایی بود، که در سال ۱۹۹۱ تأسیس و در سال ۲۰۰۲ منحل شد.